# 致命傷
「致命傷」（ちめいしょう）は、摩天楼オペラの楽曲。 苑が作詞、彩雨が作曲を手掛けた。摩天楼オペラの通算15枚目のシングルとして2014年10月29日にキングレコードから発売された。

## 概要
シングルは数量限定生産盤のみでのリリース。表題曲の「致命傷」とそのインストルメンタルの2曲が収録された。
表題曲「致命傷」は、テレビアニメ『オレん家のフロ事情』主題歌。

## 収録曲

### 数量限定生産盤
1. 致命傷
作詞：苑、作曲：彩雨
テレビアニメ『オレん家のフロ事情』主題歌
2. 致命傷（instrumental）

| スタブアイコン | サブスタブ | この項目は、まだ閲覧者の調べものの参照としては役立たない、シングルに関連した書きかけの項目です。この項目を加筆・訂正などしてくださる協力者を求めています（P:音楽/PJ:楽曲）。 |